# Вареш (община)
Община Вареш (босн. и хорв. Opština Vareš, серб. Општина Вареш) — боснийская община, расположенная в центральной части Федерации Боснии и Герцеговины. Административным центром является город Вареш.

## Население
По переписи 1991 года население общины составляло 22203 человека в 85 населённых пунктах. Из-за начавшейся войны и её последствий население к 2001 году упало до 13293 человек. По оценке на конец 2000-х, в общине проживало 10743 человека.
| Население общины Вареш |                |                 |                 |
| Год переписи           | 1991           | 1981            | 1971            |
| Хорваты                | 9016 (40,60 %) | 10287 (45,07 %) | 11134 (47,33 %) |
| Бошняки                | 6714 (30,23 %) | 6419 (28,12 %)  | 6631 (28,18 %)  |
| Сербы                  | 3644 (16,41 %) | 4241 (18,58 %)  | 5166 (21,96 %)  |
| Югославы               | 2071 (9,32 %)  | 1563 (6,84 %)   | 307 (1,30 %)    |
| Другие                 | 758 (3,41 %)   | 312 (1,36 %)    | 285 (1,21 %)    |
| Итого                  | 22,203         | 22,822          | 23,523          |

## Населённые пункты общины
Биело-Боре, Блажа, Боровица-Доня, Боровица-Горня, Боровичке-Ниве, Брда, Бргуле, Брезик, Будожеле, Вареш, Вареш-Майдан, Вишничи, Вияка-Доня, Вияка-Горня, Дабравине, Даштанско, Дебела-Меча, Дикничи, Драговичи, Дражевичи, Дубоштица, Жаля, Жижци, Забрезе, Заруче, Звиезда, Зубета, Иванчево, Кадаричи, Каричи, Кокошчичи, Коловичи, Копалишта, Копияри, Крчевине, Куносичи, Летевци, Лигатичи, Луке, Леповичи, Мияковичи, Мир, Мижновичи, Млакве, Насеоци, Непривай, Очевле-Доне, Очевле-Горне, Округлица, Орах, Осое, Осредак, Острля, Пайтов-Хан, Пайтовичи, Планиница, Побиле, Подьявор, Погар, Положац, Полянице, Поменичи, Пржичи, Пржичи-Колония, Равне, Радоничи, Радошевичи, Рокоч, Самари, Семизова-Пониква, Сеоци, Сенокос, Славин, Сршленци, Стрица, Стриежево, Ступни-До, Шикуле, Тисовци, Толенак, Трибия, Ходжичи, Чамовине, Чече и Яворник.